# Torinosu Cove
Die Torinosu Cove (japanisch 鳥の巣湾 Torinosu-wan, deutsch ‚Vogelnestbucht‘) ist eine enge Bucht an der Prinz-Harald-Küste des ostantarktischen Königin-Maud-Lands. Sie liegt 2,5 km westlich des Mount Suribachi auf der Westseite der Landspitze Skarvsnes im östlichen Teil der Lützow-Holm-Bucht.
Luftaufnahmen einer von 1957 bis 1962 durchgeführten japanischen Antarktisexpedition dienten ihrer Kartierung. Japanische Wissenschaftler benannten sie 1973. Das Advisory Committee on Antarctic Names übertrug die japanische Benennung 1975 in einer Teilübersetzung ins Englische.